# ウォーデンクリフ・タワー (アルバム)
『ウォーデンクリフ・タワー』（Wardenclyffe Tower）は、アラン・ホールズワースが1992年に発表したスタジオ・アルバム。

## 背景
タイトルはニコラ・テスラが計画した電波塔に由来しており、本作のブックレットには、テスラの「電力はどこにでも無限の量があり、石炭、石油、ガス等の燃料を使わないで、世界中の機械を動かせる」という言葉が引用された。基本的には、長年ホールズワースと共演してきたプレイヤーと共に録音されたが、「アゲインスト・ザ・クロック」にはナオミ・スター（ボーカル）やヴィニー・カリウタ（ドラムス）が迎えられた。なお、ドラマーのチャド・ワッカーマンとゲイリー・ハズバンドは、一部の曲でキーボードも弾いており、タイトル曲のキーボード・ソロはハズバンドによる。本作のレコーディングでは、ホールズワースはスタインバーガー製のバリトン・ギターを多用したが、2008年のインタビューによれば、後にバリトン・ギターをツアーで使わなくなり、本作からの曲は、普通のギターで演奏すると当時と同じサウンドが得られないため、ライブで演奏される頻度が減ったという。

## 評価
Daniel Gioffreはオールミュージックにおいて5点満点中1.5点を付け、全体像に関して「秩序立っておらず、アルバムの構成も無意味で不明瞭」と評する一方、タイトル曲と「アゲインスト・ザ・クロック」を聴き所として挙げ、後者に関して「幾つかの曲でSynthAxeが使用されているが、この曲におけるソロが最も効果的で、虚空からいきなり出現して、丘を転げ落ちる岩の如く常に加速している」と称賛している。また、『CDジャーナル』のミニ・レビューでは「求道的なギター・ワークはさらに鋭さを増し、ギター・シンセの親玉シンタックスのプレイも一皮剥けた様」と評されている。

## 収録曲
特記なき楽曲はアラン・ホールズワース作。
1. 5 TO 10 - "5 to 10" - 5:36
2. スフェアー・オブ・イノセンス - "Sphere of Innocence" - 5:58
3. ウォーデンクリフ・タワー - "Wardenclyffe Tower" - 8:44
4. ダッジー・ボート - "Dodgy Boat" (Steve Hunt) - 5:37
5. ザラベス - "Zarabeth" - 6:31
6. アゲインスト・ザ・クロック - "Against the Clock" (Naomi Star, Allan Holdsworth) - 4:58
7. クエスチョンズ - "Questions" (Chad Wackerman) - 4:07
8. ムーア - "Oneiric Moor" - 1:43

### 日本盤ボーナス・トラック
2017年のアメリカ盤再発CD (MFO 46509)も同様の内容となっている。
1. 東京ドリーム - "Tokyo Dream" - 5:05
2. ジ・アンメリー・ゴーランド・パート4 - "The Unmerry Go Round Part 4" - 3:01
3. ジ・アンメリー・ゴーランド・パート5 - "The Unmerry Go Round Part 5" - 1:58

## 参加ミュージシャン
- アラン・ホールズワース - ギター(#6を除く全曲)、SynthAxe(#1, #3, #6, #9)
- スティーヴ・ハント - キーボード(on #1, #2, #4, #5)
- ゴードン・ベック - キーボード(on #9)、ピアノ(on #10)
- ジミー・ジョンソン - ベース(#8を除く全曲)
- チャド・ワッカーマン - ドラムス(on #1, #3, #5, #7, #9, #10, #11)、キーボード(on #7)
- ゲイリー・ハズバンド（英語版） - ドラムス(on #2, #4)、キーボード(on #3)
- ヴィニー・カリウタ - ドラムス(on #6)
- ナオミ・スター - ボーカル(on #6)
- Joel Schnebelt - スポークン・ワード(on #1)